# Fermo
 Fermo är en stad i Italien och ligger i provinsen Fermo i regionen Marche. Kommunen hade 37 119 invånare (2018) och ligger 6 kilometer från Adriatiska havet. Fermo gränsar till kommunerna Altidona, Belmonte Piceno, Francavilla d'Ete, Grottazzolina, Lapedona, Magliano di Tenna, Massa Fermana, Mogliano, Monte Urano, Montegiorgio, Monterubbiano, Ponzano di Fermo, Porto San Giorgio, Porto Sant'Elpidio, Rapagnano, Sant'Elpidio a Mare och Torre San Patrizio. 

## Externa länkar

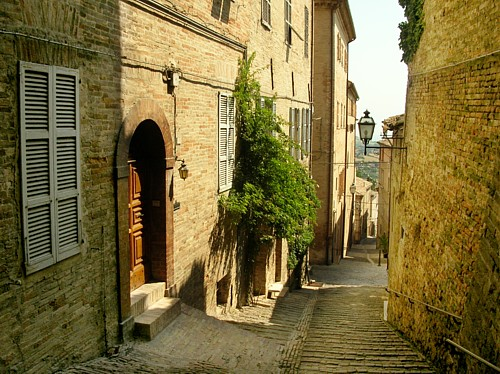
Gränd i centrala Fermo.